# Aleksei Lutsenko
Aleksei Lutsenko (en rus Алексей Луценко) és un ciclista kazakh nascut el 7 de setembre de 1992 a Petropavl. Actualment corre per a l'equip UCI WorldTeam del seu país, el Team Astana. En el seu palmarès destaca el campionat del món en ruta sub-23 del 2012, una etapa a la Volta a Espanya de 2017 i una altra al Tour de França de 2020.

## Palmarès
- 2012
  -  Campió del món en ruta sub-23
  - 2n en el Campionat del Kazakhstan en contrarellotge
  - 2n en el Campionat del Kazakhstan en ruta
  - Vencedor d'una etapa del Giro de la Vall d'Aosta
  - Vencedor d'una etapa del Tour de l'Avenir
  - Vencedor d'una etapa de la Volta a Bulgària
- 2014
  - 1r al Tour d'Almati
  - Vencedor d'una etapa de la Volta a Dinamarca i 1r de la classificació per punts
- 2015
  -  Campió del Kazakhstan en contrarellotge
  - 1r al Tour d'Almati
  - Vencedor d'una etapa a la Volta a Suïssa
- 2016
  - 1r al Tour d'Almati
  - 1r al Tour de Hainan i vencedor d'una etapa
  - Vencedor d'una etapa a la París-Niça
- 2017
  - 1r al Tour d'Almati i vencedor d'una etapa
  - Vencedor d'una etapa a la Volta a Espanya
- 2018
  - Campió de l'UCI Àsia Tour
  -  Campió del Kazakhstan en ruta
  - 1r al Tour d'Oman
  - Vencedor d'una etapa a la Volta a Àustria
  - Vencedor d'una etapa a la Volta a Turquia
- 2019
  - 1r a l'UCI Àsia Tour
  -  Campió del Kazakhstan en ruta
  -  Campió del Kazakhstan en contrarellotge
  - 1r al Tour d'Oman i vencedor de 3 etapes
  - 1r a l'Arctic Race of Norway
  - 1r a la Copa Sabatini
  - 1r al Memorial Marco Pantani
  - Vencedor d'una etapa a la Tirrena-Adriàtica
- 2020
  - 1r a l'UCI Àsia Tour
  - Vencedor d'una etapa al Tour de França
- 2021
  - 1r a l'UCI Àsia Tour
  - 1r a la Coppa Agostoni
  - Vencedor d'una etapa al Critèrium del Dauphiné
- 2022
  - 1r a la Jaén Paraiso Interior
- 2023
  -  Campió del Kazakhstan en ruta
  -  Campió del Kazakhstan en contrarellotge
  - 1r al Giro de Sicília i vencedor d'una etapa
  - 1r al Circuit de Getxo
  - 1r al Memorial Marco Pantani
  - 1r a la Volta a Turquia i vencedor d'una etapa
- 2024
  - 1r al Giro dels Abruzzos i vencedor d'una etapa

### Resultats al Tour de França
- 2013. Abandona (18a etapa)
- 2016. 62è de la classificació general
- 2017. 71è de la classificació general
- 2019. 19è de la classificació general
- 2020. 46è de la classificació general. Vencedor d'una etapa
- 2021. 7è de la classificació general
- 2022. 9è de la classificació general
- 2023. 40è de la classificació general

### Resultats a la Volta a Espanya
- 2014. 100è de la classificació general
- 2017. 75è de la classificació general. Vencedor d'una etapa
- 2022. 71è de la classificació general

### Resultats al Giro d'Itàlia
- 2018. 87è de la classificació general